# Dromioidea
Super-famille
Les Dromioidea sont une super-famille de crabes. Elle comprend quatre familles dont deux fossiles.
Certains de ces crabes cultivent des éponges sur leur dos pour décourager les prédateurs.

## Liste des familles
Selon World Register of Marine Species (7 juillet 2016) :
- famille Dromiidae De Haan, 1833
- famille Dynomenidae Ortmann, 1892
- famille †Diaulacidae Wright & Collins, 1972
- famille †Etyiidae Guinot & Tavares, 2001

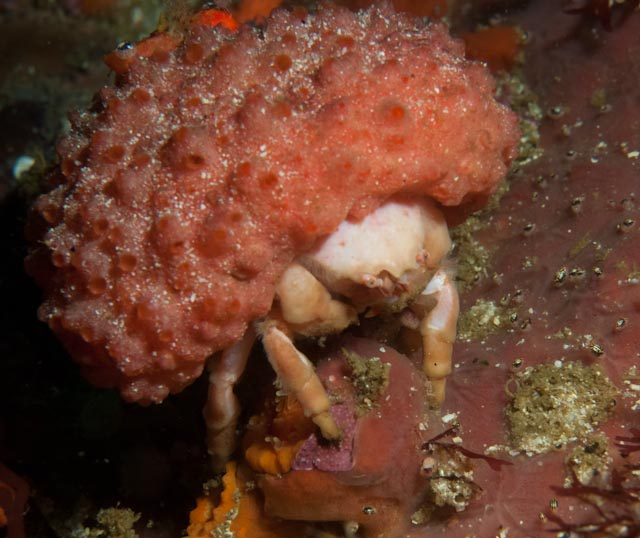
Pseudodromia latens (Dromiidae)
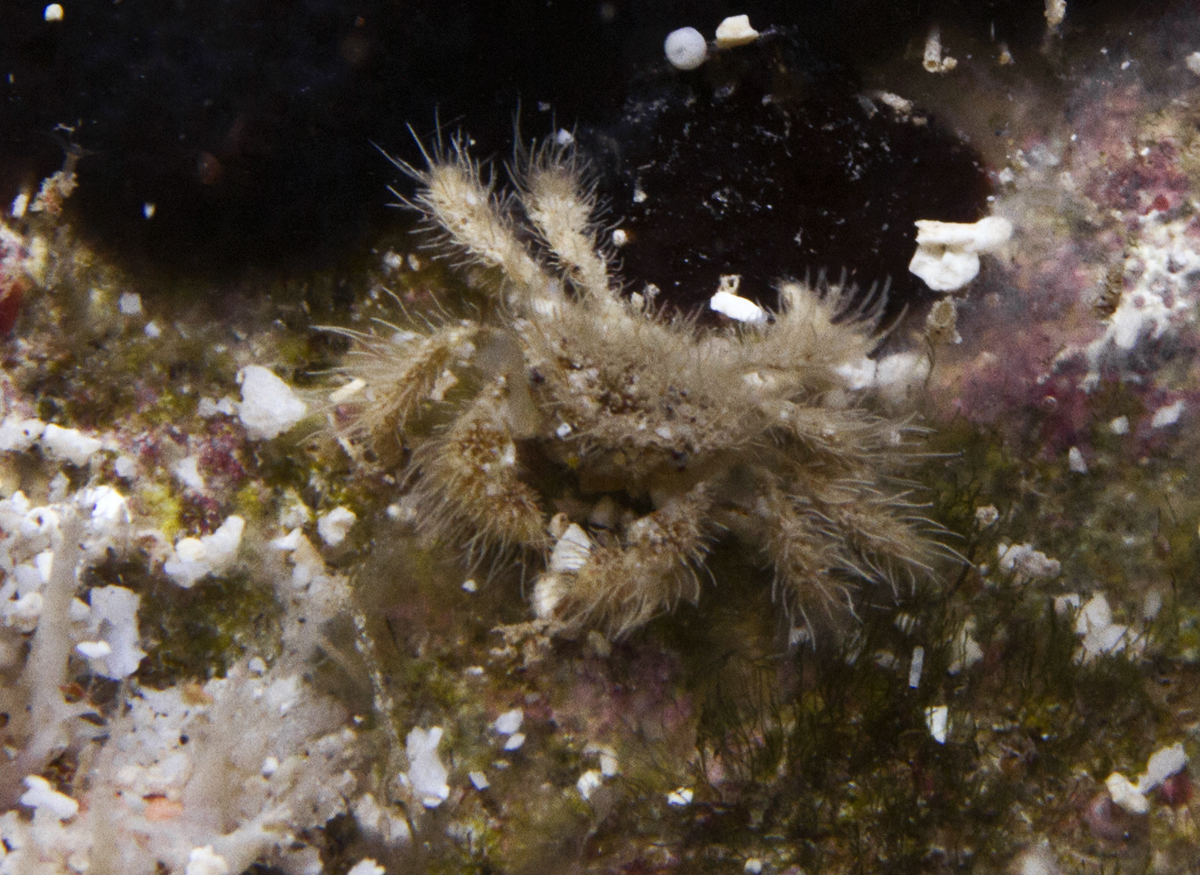
Hirsutodynomene spinosa (Dynomenidae)

## Référence
- de Haan, 1833 : Crustacea. Fauna Japonica sive Descriptio Animalium, Quae in Itinere per Japoniam, Jussu et Auspiciis Superiorum, qui Summum in India Batava Imperium Tenent, Suscepto, Annis 1823–1830 Collegit, Noitis, Observationibus et Adumbrationibus Illustravit. Leiden, Lugduni-Batavorum.  p. 1–243.

## Sources
- Ng, Guinot & Davie, 2008 : Systema Brachyurorum: Part I. An annotated checklist of extant brachyuran crabs of the world. Raffles Bulletin of Zoology Supplement, n. 17 p. 1–286.
- De Grave & al., 2009 : A Classification of Living and Fossil Genera of Decapod Crustaceans. Raffles Bulletin of Zoology Supplement, n. 21, p. 1-109.